# 정갑주
정갑주(鄭甲柱, 1906년 6월 27일 경남 사천 ~ 1963년 9월 3일)는 교육자 출신의 대한민국 정치인이다. 제3대 국회의원을 지냈다.

## 생애
남하 정갑주는 1906년, 경남 사천시 삼천포 이금동에서 태어났다. 1932년, 보성전문학교 법학생으로 재학하던 시절, 학생대표로 시위를 주도하다가 종로경찰서에 체포되어 옥고를 치르고 석방되었으며, 일본 동경 중앙대학교에 다닐 때는 재일본 동경조선기독교 청년회 이사로 있으면서 민족운동을 하던 중 동경경찰서에 체포되어 옥고를 겪기도 했다.
8·15 광복 후 삼천포에서 보흥의숙이라는 학교법인을 설립하고 후학을 양성하다가 1954년 3대 국회의원에 당선되어 당시 삼천포읍을 시로 승격시켰으며, 한때는 국립경찰학교 설립에 관계하시다가 초대 부교장을 역임하셨다. 또한 인재 양성을 위해 삼천포고등학교, 삼천포중학교를 설립하였고, 삼천포고등학교의 교가를 직접 작사하기도 했다. 최고 도덕은 나라를 사랑하는 마음이라는 신조를 남겼다.

## 사건
1956년에 민주당 사천군당 결성장에서 현역 의원인 정갑주가 폭력배들을 동원해 집회를 방해했다고, 당시 인근 거제군의 민주당 소속 의원이었던 김영삼이 주장한 일이 있다.

## 약력
- 삼천포공립보통학교 졸업
- 동래고등보통학교 졸업
- 보성전문학교 법과 전문학사
- 일본 주오 대학 법학부 학사
- 삼천포중ㆍ여중ㆍ고등학교교장
- 대전경찰서ㆍ청주경찰서 서장
- 사천교육회 회장
- 삼천포수리조합 창립위원장
- 1948년 5월 10일 : 제헌 국회의원(경남 사천) 낙선

## 역대 선거 결과
|  | 17.18% |

|  | 18.52% |

|  | 45.12% |

|  | 33.51% |

|  | 22.39% |

## 참고 자료
- 정갑주 - 대한민국헌정회